# Castra Herculis
Castra Herculis (übersetzt: „Lager des Herkules“), das Kastell Arnhem-Meinerswijk, war ein linksrheinischer römischer Garnisonsplatz, der zur Sicherung und als Aufmarschbasis in der frühen Zeit der Okkupation Germaniens, als Auxiliarkastell des Niedergermanischen Limes und als spätrömische Festung genutzt wurde. Das heutige Bodendenkmal befindet sich in Meinerswijk, einem Polder auf dem Gebiet der Stadt Arnhem in der niederländischen Provinz Gelderland. Der Niedergermanische Limes ist seit 2021 Bestandteil des UNESCO-Weltkulturerbes.

## Lage

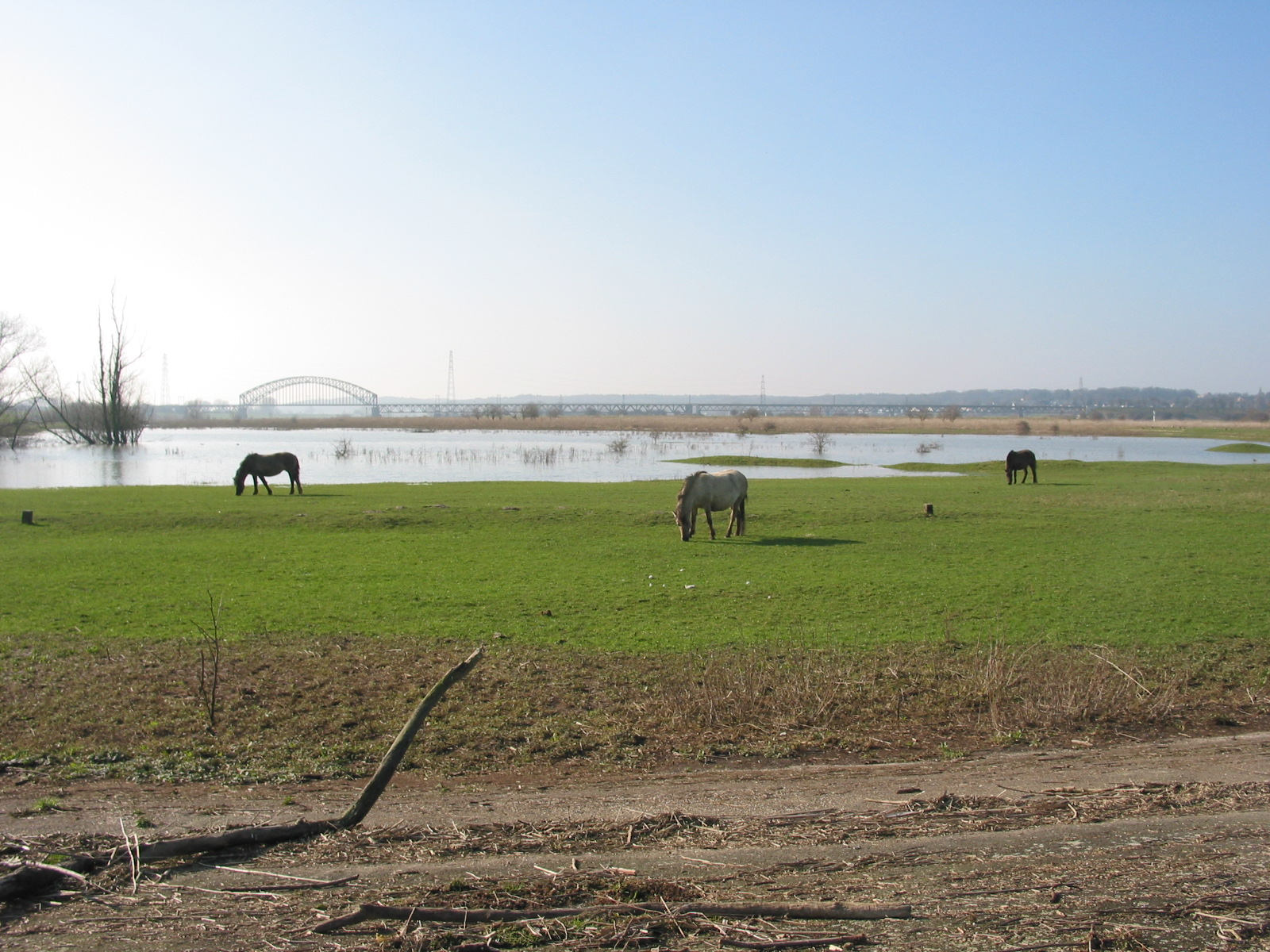
Heutige topographische Situation in Meinerswijk

Das Kastell Castra Herculis befand sich an einem Punkt rund fünf Kilometer flussabwärts der Stelle, an der der Rhein von seiner bisherigen, nach Nordwesten weisenden Flussrichtung nach Westen hin umbiegt und die IJssel, deren Oberlauf vermutlich mit dem der Fossa Drusiana identisch war/ist, vom Strom abzweigt.
Militärgeographisch gehörte es neben den Lagern in Nijmegen, Vechten und Velsen zu den vier Fortifikationen, die auf die frühe römische Kaiserzeit zu datieren sind und vermutlich bei den Offensiven des Germanicus eine Rolle spielten. Später war es Bestandteil der Kastellkette des defensiv ausgerichteten Niedergermanischen Limes.
In der heutigen Siedlungs- und Naturraumstopographie befindet sich das Kastell linksrheinisch, auf dem Areal eines Meinerswijk genannten Retentionsgebietes, unmittelbar westlich des Stadtzentrums von Arnhem. Die als Naturschutzgebiet ausgewiesene Polderfläche wird durch die Straßen „Drielsedijk“ und „Grote Griet“ (bzw. „Batavierenweg“ und „Eldenseweg“) sowie den Arnhem durchquerenden Rheinbogen eingerahmt.

## Quellen und Forschungsgeschichte

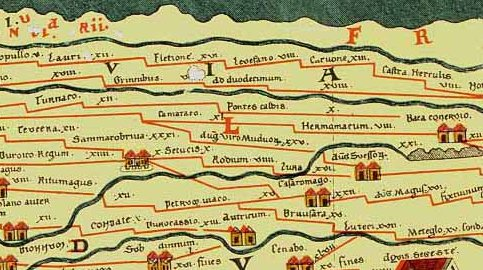
Castra Herculis auf der
Tabula Peutingeriana

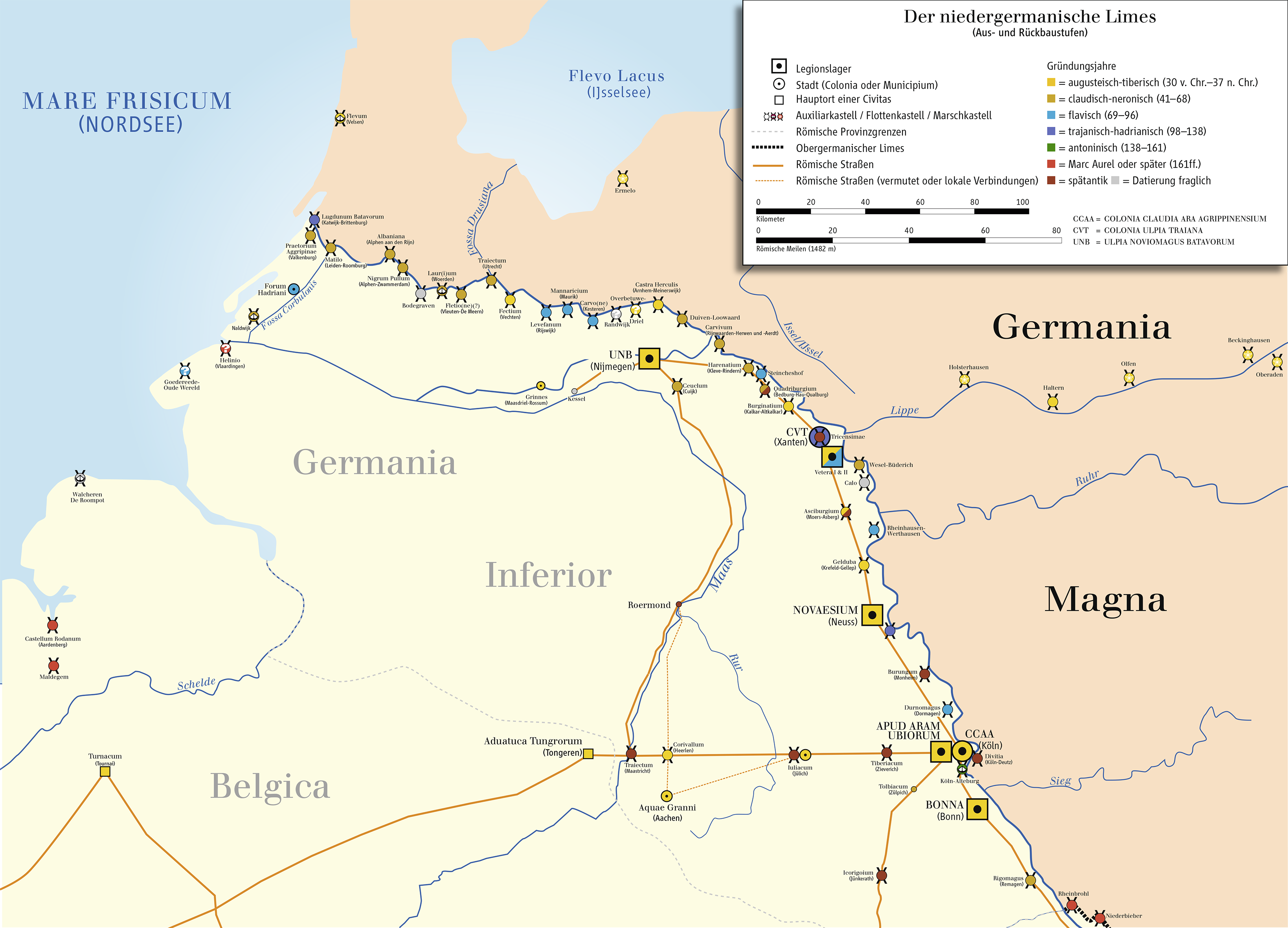
Lage von Castra Herculis am Niedergermanischen Limes